# 哈迪 (愛荷華州)
哈迪（英語：Hardy）是一個位於美國愛荷華州洪堡縣的城市。

## 地理
哈迪的座標為42°48′37″N 94°03′06″W / 42.81028°N 94.05167°W，而該地的平均海拔高度為346米（即1135英尺）。

## 人口
根據2010年美國人口普查的數據，哈迪的面積為1.14平方千米，當中陸地面積為1.14平方千米，而水域面積為0.00平方千米。當地共有人口47人，而人口密度為每平方千米41人。